# Allele (groupe)
Allele est un groupe américain de hard rock et metal alternatif, originaire de Jacksonville, en Floride.

## Historique
Le groupe est formé en 2002. Il comprend l'ancien guitariste de Cold Kelly Hayeset l'ancien guitariste d'Olep Lane Maverick. 
En 2005, le groupe annonce son premier album, Point of Origin, produit par Ben Schigel. Il est annoncé pour le 25 octobre aux labels Corporate Punishment/Navarre. En avril 2008, Wally Wood revient au chant. En 2006, la chaîne américaine TNT utilise le second single du groupe, Stitches, pour son adaptation appelée Nightmares and Dreamscapes.
En juin 2011, Allele signe un contrat de deux albums avec le label Goomba Music, situé à Chicago. Leur nouvel album, Next to Parallel, est annoncé pour le 27 septembre. L'album est produit par le groupe et mixé et masterisé au studio MyPlatinumSound. En août 2012, le groupe signe avec le label Hype Music de MTV. Ils passent entretemps du temps avec Bush des Timeline Studios de Cape Coral, en Floride, pour l'enregistrement de cinq nouvelles chansons.

## Membres
- Wally Wood – chant (depuis 2002)
- Kelly Hayes – guitare (depuis 2002)
- Lane Maverick – guitare rythmique (depuis 2002)
- Time Tobin – basse (depuis 2002)
- Nathan Grimes – batterie (depuis 2011)

## Discographie
- 2011 : Next to Parallel